# Wawrzyniec Cybo
Wawrzyniec Cybo-Malaspina (ur. w 1500, zm. 14 marca 1549 w Pizie) – włoski dowódca generał, książę Ferentillo.

## Życiorys
Syn Franciszka Cybo i Magdaleny de 'Medici, jego dziadkiem był Wawrzyniec Wspaniały, a wujem papież Leon X. To właśnie stryj poradził mu poślubić Riccardę (14 maja 1520), dziedziczkę hrabstwa Malaspina, co przyczyniło się do powstania rodziny Cybo-Malaspina, hrabiów, a później książąt Massa i Carrary.
Był dobrym żołnierzem i uzyskał mianowanie na kapitana wojsk papieskich.

## Potomstwo
- Eleonora (ur. 1 marca 1523 - zm. 1594), poślubiła w 1543 roku w Carrarze Jana Ludwika Fieschi, hrabiego Lavagna, pana na Pontremoli, Torriglia i Santo Stefano Aveto, patrycjusza Genui (ur. 1522 - zm. 2 stycznia 1547) po raz drugi w 1549 za Jana Ludwika (1520? - zm. 1575 Moulins), pierwszego markiza Cetona, hrabiego Montone, który poległ w bitwie pod Moulins we Flandrii. Po śmierci męża osiadła w klasztorze we Florencji pod imieniem Annuncjaty gdzie zmarła.
- Juliusz I (1525 Rzym - 18 maja 1548 Mediolan), markiz Massa i Carrara
- Alberyk I (ur. 28 lutego 1534 - 18 stycznia 1623)

Miał również syna Oktawiusza, znanego reformatora prawa (zm. po 1580 i pochowany w kościele Santa Maria Minerva w Rzymie).